# WTA Kairo
Das WTA Kairo (offiziell: Dreamland Egypt Classic) war ein Damen-Tennisturnier der WTA Tour, das 1999 in der ägyptischen Hauptstadt Kairo ausgetragen wurde.

## Siegerliste

### Einzel
| Jahr | Siegerin                | Finalgegnerin | Ergebnis |
| ---- | ----------------------- | ------------- | -------- |
| 1999 | Arantxa Sánchez Vicario | Irina Spîrlea | 6:1, 6:0 |

### Doppel
| Jahr | Siegerinnen                               | Finalgegnerinnen           | Ergebnis      |
| ---- | ----------------------------------------- | -------------------------- | ------------- |
| 1999 | Laurence Courtois Arantxa Sánchez Vicario | Irina Spîrlea Caroline Vis | 7:5, 1:6, 7:6 |